# Leah Wilkinson
Leah Wilkinson (* 3. Dezember 1986 in Burton-on-Trent, England) ist eine walisisch-britische Hockeyspielerin.

## Leben
Wilkinson studierte Geschichte und Pädagogik ist heute Geschichtslehrerin in Wales. Auf Vereinsebene war Wilkinson für die Mannschaften des Belper Hockey Clubs, Sutton Coldfield Hockey Clubs,  Holcombe Hockey Clubs, Reading Hockey Clubs, Loughborough Students HC und Clifton aktiv. Seit 2021 spielt sie für den traditionsreichen Surbiton Hockey Club.
Wilkinson vertrat Wales bei den Commonwealth Games 2010, den Commonwealth Games 2014 und den Commonwealth Games 2018 und ist mit über 160 Länderspielen die walisische Hockeyspielerin und Sportlerin mit den meisten Länderspielen. Seit 2017 ist sie Kapitänin der walisischen Hockey-Nationalmannschaft. Nach 169 Länderspielen für Wales debütierte sie erst im Oktober 2019 für die britische Nationalmannschaft und erhielt im Vorfeld der Olympischen Spiele 2020 einen Arbeitsvertrag bei GB Hockey.
Wilkinson gewann bei den Olympischen Sommerspielen 2020 die Bronzemedaille mit der britischen Hockey-Nationalmannschaft.
Wilkinson ist seit etwa 2012 mit Nationalmannschaftskollegin Sarah Jones verlobt.